# 理查德·巴塞尔梅斯
理查德·塞姆勒·「迪克」·巴塞尔梅斯（英語：Richard Semler "Dick" Barthelmess，1895年5月9日—1963年8月17日）是一位美国电影演员。他于1928年获得首届奥斯卡奖的最佳男主角提名。